# Karly Gaitán Morales
Karly Gaitán Morales (Managua, Nicaragua, sinh ngày 25 tháng 3 năm 1980) là một nhà văn, nhà báo và nhà sử học phim Nicaragua.

## Những năm đầu và giáo dục
Cô sinh ra và lớn lên ở Managua, Nicaragua. Cô tốt nghiệp Universidad Centroamericana (UCA) tại Managua, Khoa Truyền thông. Cô có bằng tốt nghiệp về Social Communication and Written Press.

## Tác phẩm văn học
Cô là người đóng góp cho La Prensa Literaria, Nuevo Amanecer Cultural và Voces de La Prensa. Cô là thành viên của Nicaraguan Association of Women Writers, bằng tiếng Tây Ban Nha, Asociación Nicaragüense de Escritoras (ANIDE). Cô là thành viên hội đồng quản trị của Cinematography and Images, bằng tiếng Tây Ban Nha, Fundación para la Cinematografía y la imagen (FUCINE).
Vào năm 2012, cô xuất bản cuốn sách đầu tiên của mình có tiêu đề An interview with Sergio Ramírez. Interviews. Articles. Chronicles, tên gốc trong tiếng Tây Ban Nha là Cita con Sergio Ramírez. Entrevistas. Artículos. Crónicas, ấn bản đầu tiên 2012 Universidad Autónoma de Nuevo León, Monterrey, Mexico, về nhà văn người Nicaragua Sergio Ramírez kỷ niệm 50 năm là nhà văn. Lời mở đầu cho cuốn sách này được viết bởi nhà văn người Nicaragua Luis Rocha Urtecho. Cuốn sách này đã được chính thức trình bày tại Feria Internacional del Libro de Guadalajara, Feria Internacional del Libro del Palacio de Minería ở thành phố Mexico, Feria Internacional del Libro de París (Salon du livre de Paris), và Miami Book Fair International. Ấn bản thứ hai có phần mở đầu của nhà văn người Costa Rica Carlos Cortés.
Gaitán Morales đã biên soạn lịch sử quay phim ở Nicaragua thành một cuốn sách có tựa đề To Conquer a Dream. The History of Cinema in Nicaragua, tên gốc trong tiếng Tây Ban Nha, A la conquista de un sueño. Historia del cine en Nicaragua, với một bài thuyết trình trên bìa sau của nhà văn người Chi-lê Antonio Skármeta. Cuốn sách này bao gồm lịch sử các bộ phim Nicaragua bắt đầu từ cuối những năm 1800 đến nay và nó được lồng tiếng bởi nhà văn Rafael Lara, là "tiểu sử" đầu tiên của điện ảnh Nicaragua.

## Xuất bản
- Cita con Sergio Ramírez. Entrevistas. Artículos. Crónicas. (2012) Universidad Autónoma de Nuevo León, Monterrey, México
- A la conquista de un sueño. Historia del cine en Nicaragua (2014) Managua, Nicaragua